# Công quốc Phổ
Công quốc Phổ (tiếng Đức: Herzogtum Preußen, tiếng Ba Lan: Księstwo Pruskie) hoặc Công tước Phổ (tiếng Đức: Herzogliches Preußen; tiếng Ba Lan: Prusy Książęce) là một công quốc tồn tại ở đất Phổ, được thành lập như là kết quả của việc thế tục hóa Nhà nước Hiệp sỹ Teuton trong cuộc cải cách Kháng nghị vào năm 1525.
Albert Frederick, Công tước của Phổ chính thức tiếp nhận Giáo hội Luther vào đầu năm 1525 và qua đó biến Công quốc Phổ trở thành quốc gia Kháng Cách đầu tiên. Những người sinh sống ở công quốc Phổ bao gồm người Đức, người Ba Lan (phần lớn ở Masuria) và những người nói tiếng Litva (phần lớn ở Tiểu Litva). Trong những văn bản cổ bằng tiếng Latin, thuật ngữ Prut(h)enia có nghĩa tương tự như Ducal Prussia và tỉnh ly khai hoàng gia Phổ cùng nhà nước tiền thân chung của họ, Nhà nước Hiệp sỹ Teuton. Dạng tính từ của tên công quốc này là "Prut(h)enic".
Vào năm 1525 trong cuộc cải cách Kháng nghị, theo hiệp ước Kraków, Tổng trưởng của hiệp sĩ Teuton, Albert, đã thế tục hóa ngôi thứ trong lãnh thổ của Phổ, trở thành Albert, Công tước của Phổ. Vị Công tước mới công nhận Giáo hội Luther là quốc giáo và Phổ trở thành nước đầu tiên theo tư tưởng Kháng Cách. Vùng đất vẫn giữ được sự độc lập của mình, thủ đô vẫn nằm ở Königsberg (tiếng Ba Lan: Królewiec, tiếng Litva: Karaliaučius; Kaliningrad ngày nay), và Công tước Albert chọn người chú của mình, vua Ba Lan, làm lãnh chúa trên danh nghĩa. Công quốc sau đó được tuyển đế hầu Hohenzollern của Brandenburg thừa kế vào năm 1618; liên minh cá nhân này được gọi là Brandenburg-Phổ. Frederick William, "Đại tuyển đế hầu" của Brandenburg, đã có được quyền độc lập tự chử — không còn là lãnh chúa trên danh nghĩa — đối với công quốc theo Hiệp ước Wehlau năm 1657 và được xác nhận vào năm 1660 theo Hiệp ước Oliva. Trong những năm tiếp theo, Liên bang Ba Lan – Litva muốn đưa công quốc Phổ trở về với quyền thống trị của mình, đặc biệt khi yêu cầu đó xuất phát từ những thị dân thuộc thành phố thủ đô Königsberg, những người này không chấp nhận những hiệp ước trên và luôn xem vùng đất này là một phần của Ba Lan. Công quốc Phổ sau đó trở thành Vương quốc vào năm 1701.

## Lịch sử

### Bối cảnh
Khi chủ nghĩa Kháng Cách lan truyền trên khắp lãnh thổ Nhà nước Hiệp sỹ Teuton, đã có những sự bất tuân phục chống lại Giáo hội Công giáo Rôma từ các hiệp sĩ Teuton và Tổng trưởng của hiệp sĩ Teuton, Albert, Công tước của Brandenburg-Ansbach, một trong những thành viên thuộc con thứ chi tộc của nhà Hohenzollern, không có đủ sức mạnh quân sự để áp chế quyền lực lên lãnh thổ mà mình cai quản.
Chiến tranh Ba Lan - Hiệp sĩ Teuton (1519–1521)